# الجوهرة بنت فيصل بن تركي آل سعود
الجوهرة بنت فيصل بن تركي آل سعود، تعتبر أبنة الإمام فيصل بن تركي آل سعود.

## نسبها
نسبها من جهة أمها؛ فجدها الشيخ عبد العزيز بن حمد بن ناصر بن عثمان بن معمر أبرز علماء نجد في القرن الثالث عشر الهجري/التاسع عشر الميلادي، وأمها سارة تزوج بها الإمام فيصل بن تركي بعد عودته من مصر عام 1259هـ/1843م خلال تواجده في سدوس قبل دخوله إلى الرياض، وقد أنجبت له مجموعة من الأبناء لهم البقاء إلا الجوهرة.

## نشأتها
أختلفت الروايات في تحديد ميلادها منهم من يقول أنه في عام 1270هـ/1854م، وآخر يقول أنه في عام 1267هـ/1851م.، وقد حظيت الجوهرة بعناية والدها مما أثر ذلك على شخصيتها حيث ألمت بالتاريخ والسير وحفظ القرآن الكريم ومعرفة الاستنباطات الفقهية والسنة النبوية والحرص على جمع الكتب ووقفها في سبيل العلم على سبيل المثال نسخة من كتاب "حادي الأرواح إلى بلاد الأفراح" لأبن القيم الجوزيه، وقد دون عليه النص التالي:"وقفته الفقيرة إلى الله سبحانه الجوهرة بنت الإمام فيصل بن تركي على ما ينتفع به من المسلمين لوجه الله تعالى.فمن بدله بعدما سمعه، فإن أثمه على الذين يبدلونه، إن الله سميع عليم.وصلى الله على محمد وعلى آله وصحبه وسلم.جرى ذلك في 1318هـ، وتزوجت من طلال بن عبد الله بن رشيد أمير حائل خلال الفترة من 1262هـ/1847م إلى 1283هـ/1866م، ولم تنجب له أبناء، فتوفي طلال في عام 1283هـ/1866م، ثم تزوجت مرة أخرى من سعود بن جلوي بن تركي، وقد شهدت الصراع بين أخوتها بعد وفاة والدها عام 1282هـ/1865م؛ فعملت على غرس العزيمة في النفوس؛ فكانت تُرسخ في نفس الملك عبدالعزيز ركائز الحكم حيث كانت تردد على مسامعة:"لا تكون عظمة بيت ابن سعود غاية مساعيك، إن عليك أن تجاهد لعظمة الإسلام، إن قومك لفي أمس الحاجة إلى قائد يرشدهم إلى طريق النبي الكريم، وإنك أنت ستكون ذلك القائد".

## دورها
- بعد معركة المليداء عام 1380هـ/1891م أثرت الجوهرة البقاء في الرياض على مغادرتها إلى الكويت، وخلال الفترة كانت تقيم معها ابنة أخيها سارة بنت الإمام عبد الله بن فيصل؛ فتولت رعايتها، وقد تزوجها الملك عبد العزيز اثناء قدومه إلى الرياض عام 1318هـ/1901م
- كان منزلها مفتوحاً لأفراد أسرة والدتها؛ فعندما أصيب عبد الرحمن بن معمر في هجوم عبد العزيز بن متعب بن رشيد على الرياض عام 1321هـ/1903م قصد منزلها بحكم أنه من خوالها آل معمر
- أوكل إليها الملك عبد العزيز مهمة تثقيف النساء في قصره، وتعليمهن التنشئة الإسلامية الصحيحة اتجاه العائلة وتربية الأطفال
- كان لخبرتها، وسعة إدراكها يستشيرها الملك عبد العزيز في تدبير شؤون البلاد.[4]

## وفاتها
توفيت الجوهرة بنت فيصل بن تركي سنة 1354هـ/1935م.

## انظر ايضاً
- عبد العزيز آل سعود
- فيصل بن تركي بن عبد الله آل سعود
- الجوهرة بنت مساعد بن جلوي آل سعود

## وصلات خارجية
- وثيقة تكشف لأول مرة عن دور الأميرة “الجوهرة ” عمة الملك عبد العزيز في استرداد الرياض.